# 3752 카밀로
3752 카밀로(3752 Camillo)는 소행성이다. 근지구 천체중 아폴로 소행성군에 해당한다.